# 史提夫·盧馬斯
史提芬·馬田·"史提夫"·盧馬斯（英語：Stephen Martin "Steve" Lomas，1974年1月18日—）是一名北愛爾蘭前職業職業足球員，退役後擔任教練工作，曾擔任英冠球會米禾爾的領隊。
盧馬斯由1991年至2010年的球員生涯主要出任防守中場，曾分別效力英超球會曼城和韋斯咸，其後才加盟低級別的昆士柏流浪和基寧咸。2009年盧馬斯成為非聯賽球隊圣尼茨镇（St Neots Town）的球員兼領隊。而他亦曾代表北愛爾蘭上陣45場國際賽及射入3球。
2011年盧馬斯獲蘇超球會聖莊士東委任為領隊，於2011年和2012年分別帶領球隊晉身欧足联欧洲联赛。2013年6月重返英格蘭出掌英冠球會米禾爾。

## 生平

### 球會
盧馬斯在德國汉诺威出生，而在北愛爾蘭成長，並在倫敦德里郡的高利宁（Coleraine）接受足球訓練，年僅13歲為青年隊上陣時被時任曼城領隊比利·麥尼爾（Billy McNeill）相中，加盟後由青年隊起步，先成為青年隊隊長，繼而成功晉身一隊。盧馬斯在曼城最為人熟知是他的一個烏龍球導致球隊降班，於1995/96年球季煞科日，曼城主場對前列份子利物浦只可取得勝利才可保級，但開賽僅6分鐘，盧馬斯便笨拙地將史蒂夫·麦克马纳曼的傳中球撞入自己球門內而先落後，雖然最後球隊追平2-2和局完場，但賽前同分的護級對手修咸頓和高雲地利同樣取得和局成績，於計算得失球差後曼城宣佈降班；但人們忘記了上一場作客全憑盧馬斯一箭定江山以1-0擊敗阿士東維拉才保留曼城在煞科日一線的保級希望。

## 榮譽
韋斯咸
- 欧洲足联国际托托杯：1999年；

## 外部連結
- 足球数据库：史提夫·盧馬斯的球员统计数据
- 足球資料庫：史提夫·盧馬斯的領隊統計數據